# Teken Glagahan
Teken Glagahan is een bestuurslaag in het regentschap Nganjuk van de provincie Oost-Java, Indonesië. Teken Glagahan telt 2354 inwoners (volkstelling 2010).